# Kemsit

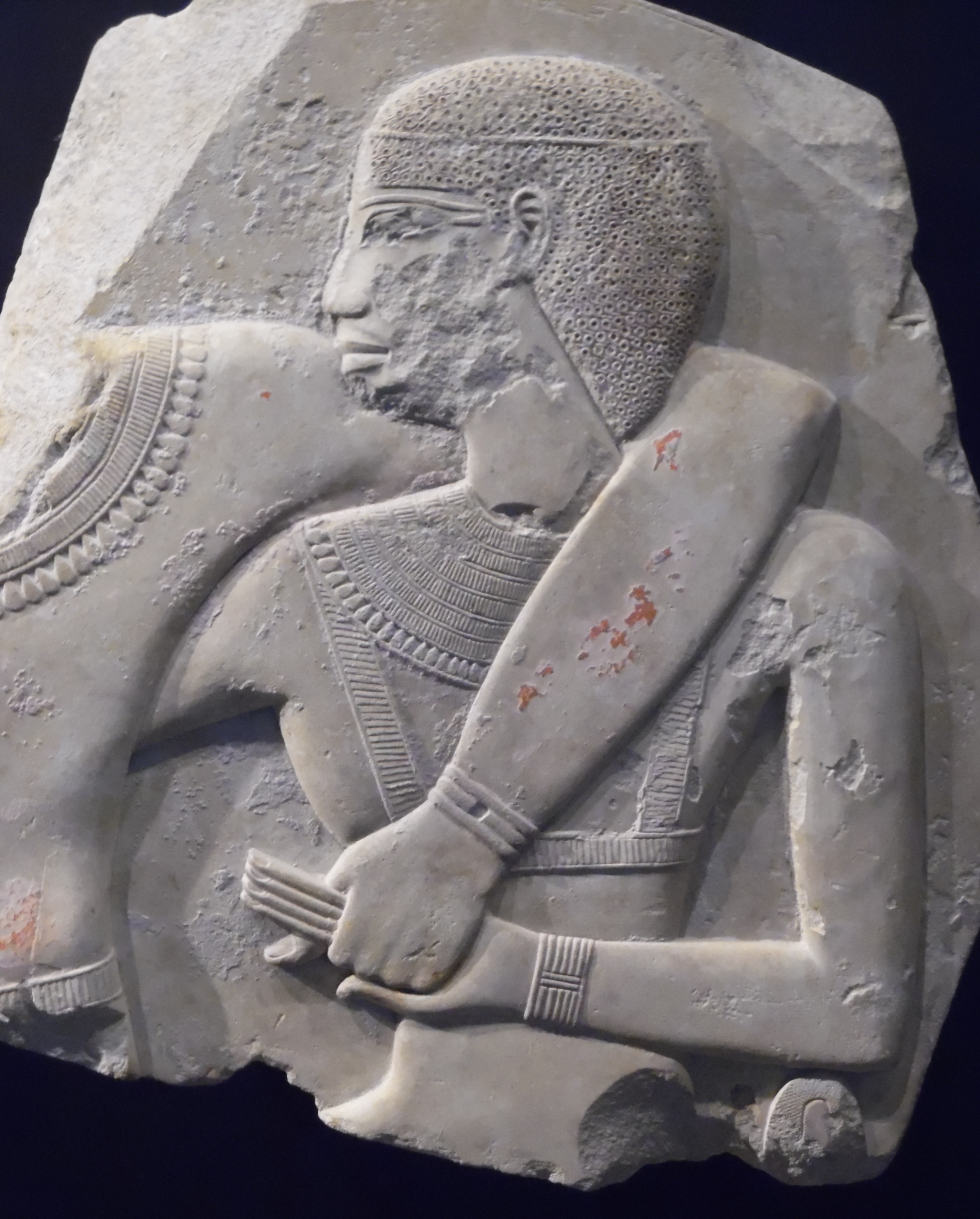
Mảnh phù điêu của Kemsit tại đền thờ của Mentuhotep II

Kemsit là một vương hậu sống vào thời kỳ Vương triều thứ 11 trong lịch sử Ai Cập cổ đại. Bà là một thứ phi của pharaon Mentuhotep II.

## Chôn cất
Ngôi mộ TT308 và nhà nguyện nhỏ của thứ phi Kemsit được tìm thấy trong quần thể đền thờ của Mentuhotep II tại Deir el-Bahari, cùng với 5 thứ phi khác: Ashayet, Henhenet, Kawit, Sadeh và Mayet. Những bà thứ phi của Mentuhotep được suy đoán là người Nubia.
Cỗ quách bằng đá của bà đã bị vỡ nát, những mảnh vỡ còn sót lại hiện được lưu giữ Bảo tàng Ai Cập. Danh hiệu của Kemsit được biết đến qua những phù điêu trên đền thờ của chồng bà: "Nữ tư tế của Hathor", "Người vợ yêu quý của Vua" và "Người trang hoàng cho Vua".